# Ковінгтон (Індіана)
Ковінгтон (англ. Covington) — місто (англ. city) в США, в окрузі Фаунтен штату Індіана. Населення — 2668 осіб (2020).

## Географія
Ковінгтон розташований за координатами 40°8′26″ пн. ш. 87°23′28″ зх. д. / 40.14056° пн. ш. 87.39111° зх. д. (40.140453, -87.391040).  За даними Бюро перепису населення США в 2010 році місто мало площу 3,05 км², уся площа — суходіл.

## Демографія
Згідно з переписом 2010 року, у місті мешкало 2645 осіб у 1120 домогосподарствах у складі 712 родин. Густота населення становила 868 осіб/км².  Було 1197 помешкань (393/км²).
Расовий склад населення:
| - 97,6 % — білих - 0,5 % — корінних американців - 0,3 % — азіатів - 0,2 % — чорних або афроамериканців |

До двох чи більше рас належало 1,1 %. Частка іспаномовних становила 1,1 % від усіх жителів.
За віковим діапазоном населення розподілялося таким чином: 22,4 % — особи молодші 18 років, 54,0 % — особи у віці 18—64 років, 23,6 % — особи у віці 65 років та старші. Медіана віку мешканця становила 44,0 року. На 100 осіб жіночої статі у місті припадало 88,1 чоловіків;  на 100 жінок у віці від 18 років та старших — 82,7 чоловіків також старших 18 років.
Середній дохід на одне домашнє господарство  становив 62 344 долари США (медіана — 49 455), а середній дохід на одну сім'ю — 79 475 доларів (медіана — 64 167). За межею бідності перебувало 7,8 % осіб, у тому числі 8,3 % дітей у віці до 18 років та 5,8 % осіб у віці 65 років та старших.
Цивільне працевлаштоване населення становило 1068 осіб. Основні галузі зайнятості: освіта, охорона здоров'я та соціальна допомога — 25,2 %, виробництво — 16,0 %, роздрібна торгівля — 9,6 %, мистецтво, розваги та відпочинок — 9,1 %.